# Municipio de Bruce (condado de Chippewa)
El municipio de Bruce (en inglés: Bruce Township) es un municipio ubicado en el condado de Chippewa en el estado estadounidense de Míchigan. En el año 2010 tenía una población de 2128 habitantes y una densidad poblacional de 9,06 personas por km².

## Geografía
El municipio de Bruce se encuentra ubicado en las coordenadas 46°18′48″N 84°19′7″O / 46.31333, -84.31861. Según la Oficina del Censo de los Estados Unidos, el municipio tiene una superficie total de 234.78 km², de la cual 225,29 km² corresponden a tierra firme y (4,04 %) 9,49 km² es agua.

## Demografía
Según el censo de 2010, había 2128 personas residiendo en el municipio de Bruce. La densidad de población era de 9,06 hab./km². De los 2128 habitantes, el municipio de Bruce estaba compuesto por el 82,47 % blancos, el 0,14 % eran afroamericanos, el 12,03 % eran amerindios, el 0,47 % eran asiáticos, el 0,09 % eran de otras razas y el 4,79 % eran de una mezcla de razas. Del total de la población el 0,8 % eran hispanos o latinos de cualquier raza.